# میامی (مصر)
میامی یک محله در مصر است که در استان اسکندریه واقع شده‌است.